# Gallop
Gallop Co., Ltd (яп. 株式会社ぎゃろっぷ кабусики гайся гяроппу), иногда называемая Studio Gallop, — японская аниме-студия, основанная в декабре 1979 года.
Ее наиболее известные работы — Hime-chan's Ribbon (1992), Akazukin Chacha (1994), Kodocha (1996), Yu-Gi-Oh! Duel Monsters (2000) и Eyeshield 21 (2005). Студия также принимала участие в работе над полнометражным фильмом Хаяо Миядзаки «Ведьмина служба доставки» и телесериалом и фильмом 1997 года Rurouni Kenshin.

## История
Компания была основана 13 декабря 1979 года бывшими сотрудниками Mushi Production. Первые годы своего существования, как и многие молодые студии, Gallop выполняла заказы более крупных компаний. Свои собственные работы компания стала выпускать с 1986 года. Студия производит в основном сериалы для детей, особенно заметны ее адаптации произведений из ежемесячного журнала сёдзё-манги Ribon.

## Работы

### Аниме-сериалы
- Touch (1985—1987)
- Tekkamen wo oe! Dartanyan Monogatari Yori (1987)
- Kiteretsu Daihyakka (1988—1996)
- Gaki Deka (1989—1990)
- Miracle Giants Dome-kun (1989—1990)
- Tanken Gobrin Tou (1990—1991)
- Genji Tsuushin Agedama (1991—1992)
- Chikyuu SOS Soreike Kororin (1992—1993)
- Hime-chan's Ribbon (1992—1993)
- Akazukin Chacha (1994—1995)
- Sorcerers of the Serenade: Secret of Top Record (1995—1996)
- Kochira Katsushika-ku Kamearikouen-mae Hashutsujo (1996—2008)
- Kodomo no Omocha (1996—1998)
- Rurouni Kenshin: Meiji Swordsman Romantic Story (1996—1997)
- Anime television de Hakken! Tamagotchi (1997—1998)
- Initial D (1998)
- Ojarumaru (1998-ongoing)
- Daichi wa Future Blade (2000—2002)
- Transformers: Car Robots (2000)
- Yu-Gi-Oh! Duel Monsters (2000—2004)
- Forza Hidemaru (2002—2003)
- Bomberman Jetters (2002—2003)
- Legendz Yomigaeru Ryuuou Densetsu (2004—2005)
- Morizo to Kikkoro (2004—2005)
- Yu-Gi-Oh! Duel Monsters GX (2004—2008)
- Animal Yokocho (2005—2006)
- Eyeshield 21 (2005—2008)
- Hataraki Man (2006)
- Yu-Gi-Oh! 5D's (2008—2011)
- Mainichi Kaasan (2009—2012)
- Yu-Gi-Oh! Zexal (2011—2014)
- Yu-Gi-Oh! Arc-V (2014—2017)
- Yu-Gi-Oh! VRAINS (2017-еще выходит)

#### Фотосъёмка
- Chikkun Takkun
- Mister Ajikko
- Rurouni Kenshin
- Kiteretsu Daihyakka

### OVAs
- One Pound Gospel
- Prefectural Earth Defense Force
- To-y

### Полнометражные аниме
- Rurouni Kenshin
- Urusei Yatsura: Only You
- Urusei Yatsura: Remember My Love
- Yu-Gi-Oh! The Movie: Pyramid of Light
- Yu-Gi-Oh!: Bonds Beyond Time
- Yu-Gi-Oh!: The Dark Side of Dimensions

#### Фотосъёмка
- «Пушечное мясо»
- The Dagger of Kamui
- «Магнитная роза»
- Street Fighter II: The Animated Movie

### Промежуточная анимация
- Castle in the Sky
- Kekkaishi
- Night on the Galactic Railroad